# Cozvíjar
Cozvíjar es una localidad española perteneciente al municipio granadino de Villamena, en la comunidad autónoma de Andalucía. Está situada en la parte centro-norte del Valle de Lecrín. Cerca de esta localidad se encuentran los núcleos de Dúrcal, Marchena, Cónchar, Nigüelas y Padul.

## Historia
En 1631, el licenciado Gregorio López Madera intentó comprar Cozvíjar por 6400 ducados. La ciudad cabecera, Granada, contradijo la enajenación basada en «la combenenzia que tienen los términos del dicho lugar con los de la dicha villa [El Padul]» y en el hecho de que era de uso y aprovechamiento para los vecinos de la ciudad. Sin embargo, Granada no pudo tantear el precio ofrecido para evitar la compra y en 1634, previa facultad real, vendió el lugar al licenciado López Madera por 2 170 418 maravedíes.
Cozvíjar fue un municipio independiente hasta 1974, cuando se fusionó, junto con Cónchar, en un solo municipio llamado Villamena —por el antiguo señorío del conde de Villamena de Cozvíjar—; desde entonces ostenta la capitalidad municipal y es la sede del ayuntamiento villamenense.

## Demografía
| Gráfica de evolución demográfica de Cozvíjar entre 1842 y 1970 |
| |
| Población de derecho según los censos de población del INE Población de hecho según los censos de población del INEEn 1974 este municipio desaparece porque se agrupa en el municipio Villamena |

## Cultura

### Patrimonio
Entre los monumentos de Cozvíjar destaca la iglesia parroquial de San Juan Bautista. Se trata de un sólido edificio de orden gótico con una sola nave; fue construido a mediados del siglo XVI y rehecho en gran parte a finales del mismo siglo, tras el saqueo sufrido durante la rebelión de las Alpujarras. La armadura de madera que actualmente cubre sus techos interiores fue montada para sustituir el artesonado mudéjar que ardió durante el asalto. De esa misma fecha data la Casa del conde de Villamena.

### Fiestas
Las fiestas populares se celebran el primer fin de semana de agosto en honor a la Virgen de la Cabeza, patrona de la localidad y de toda Andalucía Oriental.[cita requerida]